# William Hjortsberg
William Reinhold Hjortsberg (* 23. Februar 1941 in New York City, New York; † 22. April 2017 in Livingston, Montana) war ein US-amerikanischer Schriftsteller und Drehbuchautor.

## Leben
William Hjortsberg graduierte 1962 mit einem Bachelor am Dartmouth College und brach im folgenden Jahr sein Studium am Yale School of Drama ab. Allerdings konnte er von 1967 bis 1968 als Stegner Fellow erfolgreich an der Stanford University studieren. 1969 debütierte er als Schriftsteller mit dem Roman Alp und 1977 mit dem Abenteuerfilm Wie Blitz und Donner als Drehbuchautor. Er schrieb weiterhin Romane wie Gray Matters, Symbiography und seinen größten Erfolg Falling Angel. Seine Werke wurden in mehrere Sprachen übersetzt, darunter russisch, deutsch, hebräisch, japanisch und koreanisch. 1987 wurde Falling Angel unter dem Titel Angel Heart mit Mickey Rourke und Robert De Niro verfilmt – Hjortsberg arbeitete am Drehbuch mit.
Hjortsberg war mit Janie Camp, einer Malerin, verheiratet.

## Werke
- 1969: Alp
- 1971: Gray Matters
- 1973: Symbiography
- 1974: Toro! Toro! Toro!
- 1978: Falling Angel (deutscher Titel: Angel Heart, Heyne 1987)
- 1980: Sidekick (Kurzgeschichte)
- 1985: Tales and Fables
- 1994: Nevermore (deutscher Titel: Sprach der Rabe: Nimmermehr, Zsolnay Verlag 1995)
- 2004: Odd Corners
  - Symbiography
  - Homecoming (Kurzgeschichte, entstanden 1973, erstmals veröffentlicht 1979 in der Literaturzeitschrift Cornell Review 5 des CU CAS)
  - The Clone Who Ran for Congress (Kurzgeschichte, zuerst veröffentlicht als Goodby, Goodby, Goodby, Mr. Chips in Sports Illustrated, 31. Mai 1976)
  - Gray Matters
- 2012: Jubilee Hitchhiker: The Life and Times of Richard Brautigan
- 2014: The Work of Art
- 2015: Mañana

## Filmografie (Drehbücher)
- 1977: Wie Blitz und Donner (Thunder and Lightning)
- 1980: The Georgia Peaches
- 1985: Legende (Legend)
- 1987: Angel Heart